# Hemiptarsenus collaris
Hemiptarsenus collaris är en stekelart som först beskrevs av William Harris Ashmead 1904.  Hemiptarsenus collaris ingår i släktet Hemiptarsenus och familjen finglanssteklar. Inga underarter finns listade i Catalogue of Life.